# Кужба
Кужба (рум. Cujba) — село у повіті Васлуй в Румунії. Входить до складу комуни Текута.
Село розташоване на відстані 305 км на північний схід від Бухареста, 35 км на північ від Васлуя, 22 км на південь від Ясс.

## Населення
За даними перепису населення 2002 року у селі проживали 134 особи, усі — румуни. Усі жителі села рідною мовою назвали румунську.